# Der kleine Doktor
Der kleine Doktor è una serie televisiva tedesca di genere poliziesco prodotta nel 1974 da FGR Film- und Fernsehproduktion e da Bavaria Atelier e basata sui racconti di Georges Simenon contenuti nel volume Le Petit Docteur (1943) Protagonista della serie, nel ruolo del Dottor Jean Dollent è l'attore Peer Schmidt; altri interpreti principali sono Erika Dannhoff e Max Mairich.
La serie si compone di 2 stagioni, per un totale di 13 episodi, della durata di 60 minuti ciascuno. Il primo episodio, intitolato Das Arsenschloß, fu trasmesso in prima visione dall'emittente televisiva ZDF il 7 aprile 1974; l'ultimo, intitolato Eine bemerkenswerte Nichte, andò in onda in prima visione il 6 ottobre 1974.

## Trama
Il Dottor Jean Dollent è un medico che vive in villaggio della Francia occidentale e che ha come hobby quello di indagare nei vari casi di crimine. Le sue intromissioni nei casi non vanno però a genio al locale commissario.

## Produzione
L'idea di adattare i racconti di Simenon venne a Heinz Rühmann nel 1967 durante una vacanza in Francia.
Rühmann avrebbe dovuto interpretare nella serie il ruolo del protagonista, ma vi rinunciò dopo la morte della moglie Hertha Feiler, avvenuta il 2 novembre 1970.
La serie fu girata nei dintorni di La Rochelle.

## Episodi
| Stagione         | Puntate | Prima TV Germania | Prima TV Italia |
| ---------------- | ------- | ----------------- | --------------- |
| Prima stagione   | 6       | 1974              | inedita         |
| Seconda stagione | 7       | 1974              | inedita         |

## Sigla TV
La sigla della serie è firmata da Graziano Mandozzi